# Zanokcica północna
Zanokcica północna (Asplenium septentrionale (L.) Hoffm.) – gatunek paproci należący do rodziny zanokcicowatych (Aspleniaceae). Występuje w Europie, Azji i Ameryce Północnej. W Polsce rośnie najczęściej na Śląsku i w Górach Świętokrzyskich, w górach wysokich dość rzadko.

## Morfologia
PokrójRoślina trwała o wysokości od 10 do 20 cm.
LiścieZimotrwałe, w zarysie podługowate o blaszce rozwidlonej, pojedynczo lub dwukrotnie pierzastodzielne, z nielicznymi odcinkami klinowato lancetowatymi, o 2–5 ząbkach na szczycie.
ZarodnieKupki zarodni podługowate, w końcu pokrywające całą dolną powierzchnię odcinków liścia.

## Biologia i ekologia
BiotopZarodnikuje od lipca do sierpnia. Rośnie w szczelinach skał i murów (nie może być wapieni).
FitosocjologiaGatunek charakterystyczny rzędu Androsacetalia vandellii.
GenetykaLiczba chromosomów 2n = 144.

## Zagrożenia i ochrona
Gatunek został umieszczony na Czerwonej liście roślin i grzybów Polski (2006, 2016) oraz w Polskiej Czerwonej Księdze Roślin jako narażony na wyginięcie (kategoria zagrożenia: V, VU). Od 2014 roku podlega w Polsce ochronie częściowej. Wprowadzone w rozporządzeniu zakazy dotyczą dziko występujących roślin i obejmują także  gospodarkę rolną, leśną i rybacką.